# پرستشگاه

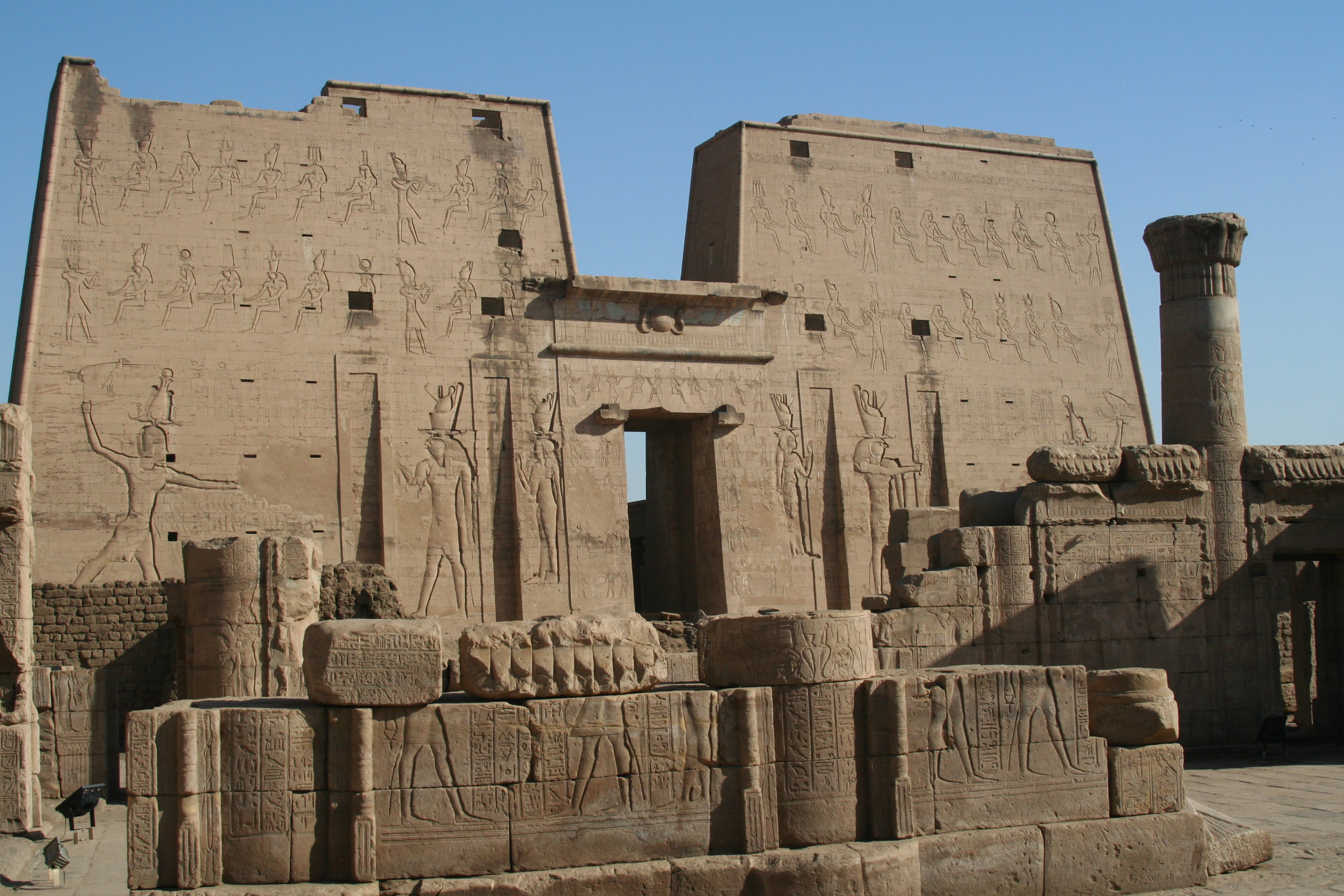
معبد ادفو مصریان

پرستشگاه، هیکل یا معبد یک ساختمان مذهبی برای جایگاه پرستش و پرستیدن خداوند در هر دینی است. این جایگاه دارای ارزش بالایی در هر دین است. اگرچه، اصطلاح معبد از نظر واژه‌شناسی هم‌معنای پرستشگاه است اما هر پرستشگاهی را معبد نمی‌نامند. به‌طور خاص، از کلیساها و مسجدها معمولاً با عنوان «معبد» یاد نمی‌شود.

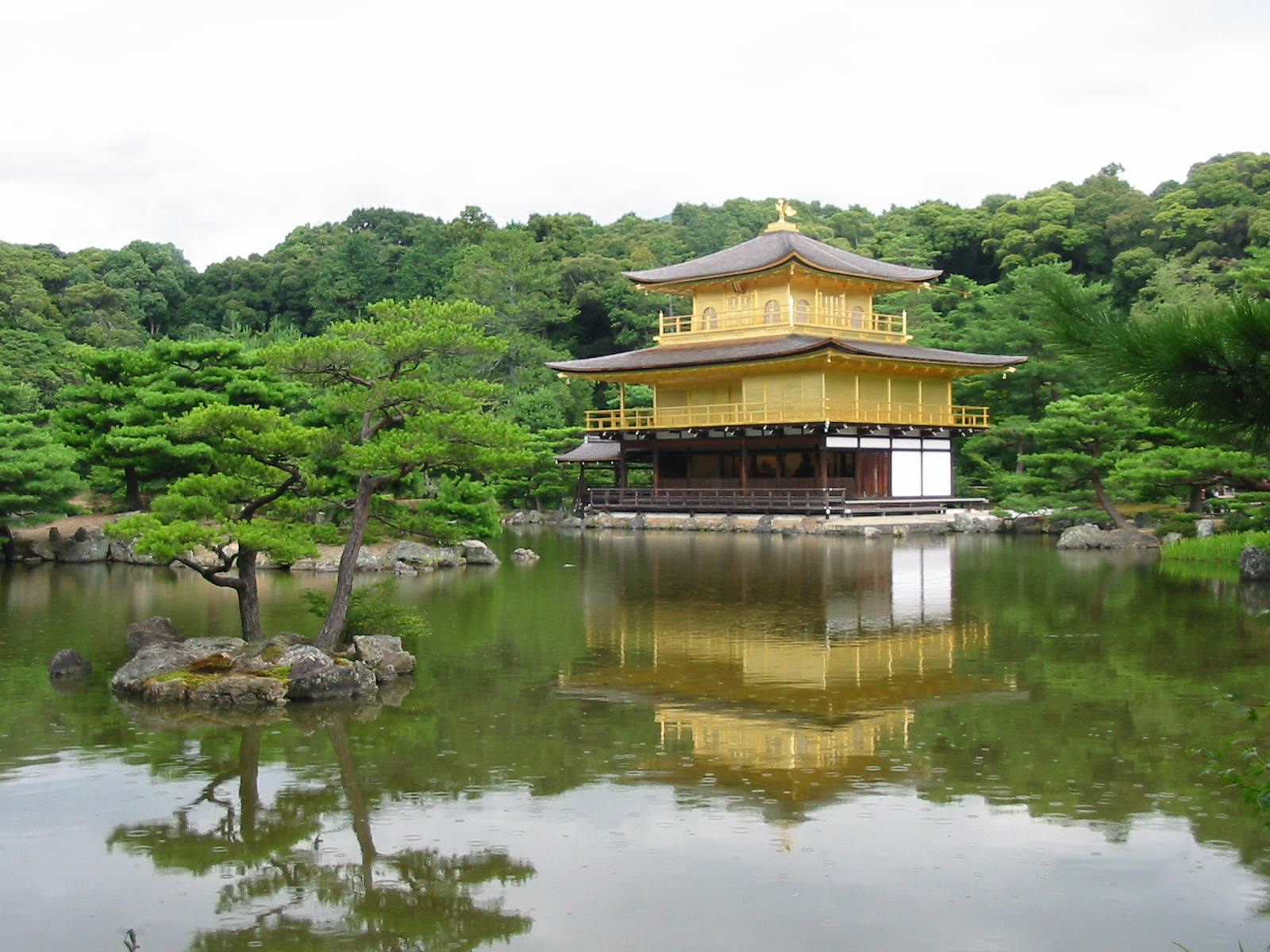
معبد طلایی - شهر کیوتوی ژاپن

نام نمونه‌هایی از پرستشگاه‌های دین‌های گوناگون در جهان در اینجا آمده‌است. غیر از آن را (از جمله پرستشگاه هندوها و بوداییان) به صورت عام معبد می‌گویند:
- صومعه، عبادت گاه بودائیسم‌ها
- کنیسه، جایگاه عبادی یهودیان
- کلیسا، جایگاه مسیحیان که در آن جا خداوند را پرستش می‌کنند و بر روان مسیح درود می‌فرستند.
- مسجد عبادت گاه مسلمانان
- مندیر یا (به هندی: मन्दिर)، پرستشگاه هندوها است.
- آتشکده، پرستشگاه زرتشتیان را گویند.
- مَشرِقُ الاَذکار، پرستشگاه بهائیان را گویند که محل عبادت و مناجات و ذکر خداوند است.

## ریشه واژه عربی

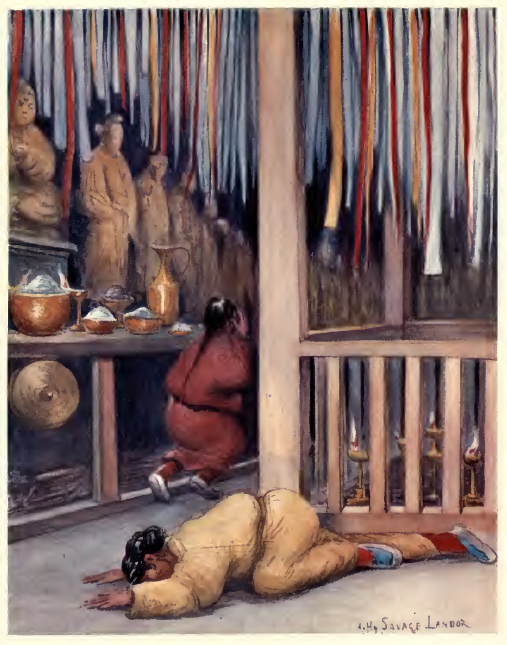
معبد قدیمی تبت

در زبان عربی به پرستشگاه، معبد (جمع مکسر عربی معابد) می‌گویند که از ریشه «عبد»، «عبادت» گرفته شده‌است و بر وزن «مفعل» است که واژه جایگاه‌ساز در زبان عربی است. واژه همسنگ برای «عبادت» در زبان پارسی واژه «پرستش» است که هنگامی که بخواهد جایگاهی را نشان دهد با «گاه» همراه می‌شود و پرستشگاه را نتیجه می‌دهد. در ویکی‌پدیا عربی تعریف معبد را چنین نوشته‌است. معبد ساختمان پیچیده‌است که مصریان قدیم، عیسویان و بودیست‌ها خداوند خودرا پرستش می‌نمودند. در زبان عربی معبد محل پرستش خداوند مسلمانان نیست. زمانیکه شما در گوگل معبد نوشته کنید سپس تصاویر را کلک کنید جواب خوب خواهید یافت.

## کلمه معبد در افغانستان
در افغانستان حدود کمتر از یک میلون هندو سک از هزاران سال به این‌طرف زندگی دارند. هندوان افغانستان معبد را مندیر می‌گویند ولی مردم کابل مندیر نمی‌گویند معبد می‌گویند. این فرهنگ از سالیان متمادی تا فعلاً باقی‌مانده‌است. محل پرستش مسلمانان را در فارسی معبد نمی‌گویند.

## دهرم سال

دهرم سال دال لما در شمال هند

دهرم سال (Dharamshalas Hindi: धर्मशाला) محراب مذهبی یا خانه استراحت برای زائران مذهبی است، که در درجه اول برای ایجاد هدف‌های مذهبی برای زائران یا به عنوان وقف مذهبی اعمار گردیده‌است. گاهی دهرم سال برای جوامع خاص بر اساس قومی، حرفه یا منطقه‌ای طبقه‌بندی شده ساخته شده‌است. در بعضی مذاهب طور خاص خانه مذهبی فقط برای مسافران مذهبی گفته می‌شود. این فرهنگ در مذاهب بودیسم هندی و چینائی و جیانیزم مروج است. دهرم در زبان هندی مذهب و سال آرامگاه یا استراحت گاه مذهبی را گویند؛ که مردم غرض فراه گرفتن رسوم مذهبی تربیه می‌شوند. همان‌طور که مسلمانان پس از سفر طولانی به مکه می‌روند. مذاهب بودیست نیز چنین محلات خیلی مشهور جالب و دیدنی دارند. قبلاً زمانیکه وسایل حمل‌ونقل پیشرفته وجود نداشت مردم با استفاده از حیوانات سفر می‌نمودند. در میان راه مردم علاوه براینکه مدت استراحت کنند اتاق را غرض ادا نمودن رسوم مذهبی تخصیص دادند. درین محلات پیروان مذاهب مختلف نیز سکونت موقت اختیار می‌نمودند و آنها نیز بت‌های خودرا درین محل جا گزین می‌نمودند. و امروز به بزرگ‌ترین محلات تاریخی و مذهبی تبدیل گردیده‌است. در هندوستان هندو و سیک در دهرم سال خود عبادت را توسط موزیک می‌نمایند؛ که این آهنگها همه در مورد نیایش و ستایش بارگاه خداوند متعال می‌باشد. در شهر کابل مشهورترین دهرم سال اهل هنود دهرم سال تیره تنات است. بنا براصول و احترام به سایر ادیان افغانستان رئیس‌جمهور واعضای شورای وزیران سال یکبار در محفل این دهرم سال شرکت نموده ویکی از ارکان‌های دولتی باید بیانیه ایراد نمایند.

## نگارخانه

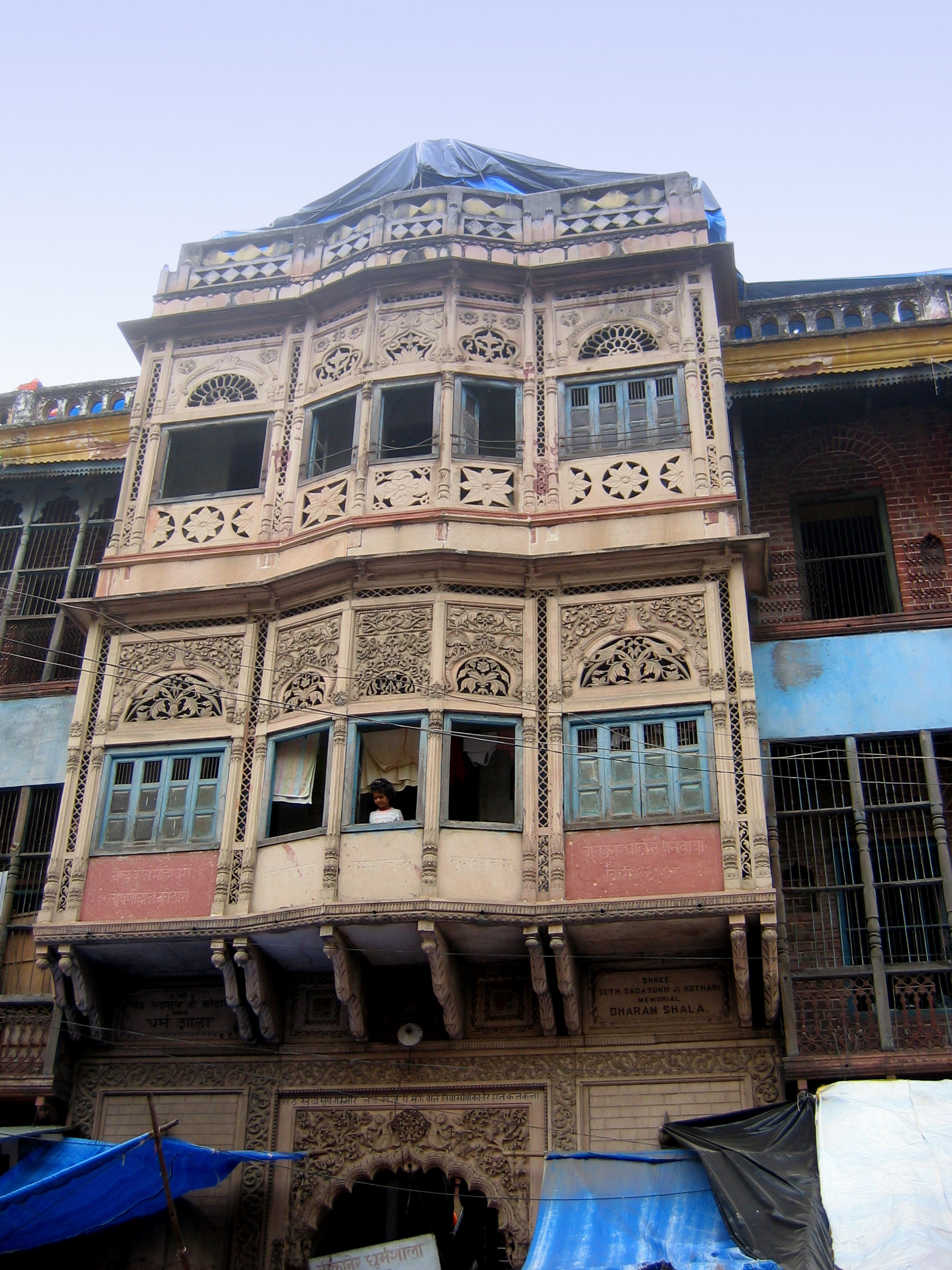
سیت سد سوخ گمبیر چند کوناری دهرم سال
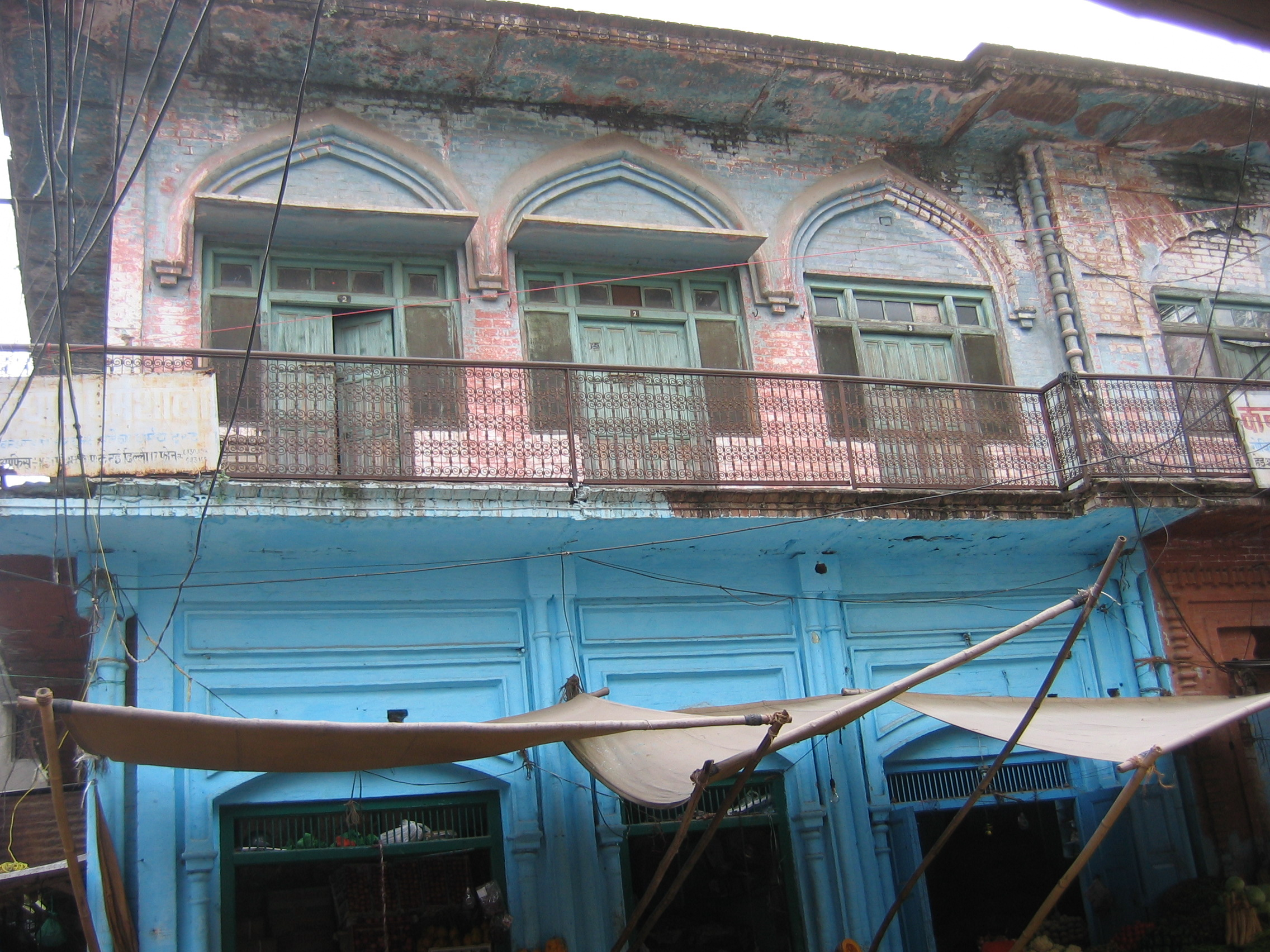
دهرم سال هری وار